# John Blenkinsop
John Blenkinsop foi o inventor de uma das primeiras locomotivas a vapor, a Salamanca.
Este desenho usava rodas dentadas em suportes ao longo dos carris para imprimir a tracção, visto que a fricção produzida entre as rodas e o carril não era de confiança.